# Tomb Raider (spelserie)
Tomb Raider är en serie TV-spel med äventyrstema. De första spelen publicerades av Eidos. Huvudpersonen är arkeologen Lara Croft. Spelen har senare även blivit till filmer med Angelina Jolie och Alicia Vikander i huvudrollen. Filmerna är inspirerade av Hongkong-action. Spelen utvecklades av Core Design mellan 1995 och 2003 och utvecklas sedan dess av Crystal Dynamics.
En uppföljare till de två tidigare filmerna, där inspelningen påbörjades under 2016, ser Alicia Vikander i huvudrollen som Lara Croft. Produktionen gick under arbetsnamnet Tomb Raider.

## Spel

### Core Design
| Titel                              | År   | Plattform                                           |
| ---------------------------------- | ---- | --------------------------------------------------- |
| Tomb Raider                        | 1996 | N-Gage, Microsoft Windows, Playstation, Sega Saturn |
| Tomb Raider II                     | 1997 | Microsoft Windows, Playstation                      |
| Tomb Raider III                    | 1998 | Microsoft Windows, Playstation                      |
| Tomb Raider: The Last Revelation   | 1999 | Microsoft Windows, Playstation, Sega Dreamcast      |
| Tomb Raider: Chronicles            | 2000 | Microsoft Windows, Playstation, Sega Dreamcast      |
| Tomb Raider                        | 2000 | Game Boy Color                                      |
| Tomb Raider: Curse of the Sword    | 2001 | Game Boy Color                                      |
| Tomb Raider: The Prophecy          | 2002 | Game Boy Advance                                    |
| Tomb Raider: The Angel of Darkness | 2003 | Microsoft Windows, Playstation 2                    |

### Crystal Dynamics
| Titel                                | År   | Plattform                                                                                               |
| ------------------------------------ | ---- | --- |
| Lara Croft Tomb Raider: Legend       | 2006 | Game Boy Advance, Gamecube, Microsoft Windows, Nintendo DS Playstation 2, Playstation 3, Xbox, Xbox 360 |
| Lara Croft Tomb Raider: Anniversary  | 2007 | Microsoft Windows, OS X, Playstation 2, Playstation Portable, Playstation 3, Wii, Xbox 360              |
| Tomb Raider: Underworld              | 2008 | Microsoft Windows, Nintendo DS, OS X, Playstation 2, Playstation 3, Wii, Xbox 360                       |
| Lara Croft and the Guardian of Light | 2010 | Android, Blackberry Playbook, Onlive, Google Chrome, IOS, Microsoft Windows, Playstation 3, Xbox 360    |
| Tomb Raider                          | 2013 | Microsoft Windows, OS X, Playstation 3, Playstation 4, Xbox 360, Xbox One                               |
| Rise of the Tomb Raider              | 2015 | Playstation 4, Xbox One, Microsoft Windows, Xbox 360                                                    |
| Lara Croft and the Temple of Osiris  | 2015 | Microsoft Windows, Playstation 4, Xbox One                                                              |
| Shadow of The Tomb Raider            | 2018 | Microsoft Windows, Playstation 4, Xbox One                                                              |

### Aspyr
| Titel                        | År   | Plattform                                                                                              |
| ---------------------------- | ---- | --- |
| Tomb Raider I–III Remastered | 2024 | Microsoft Windows, Nintendo Switch, Playstation 4, Playstation 5, Xbox One, Xbox Series X och Series S |
| Tomb Raider IV–VI Remastered | 2025 | Microsoft Windows, Nintendo Switch, Playstation 4, Playstation 5, Xbox One, Xbox Series X och Series S |

## Andra medier

### TV
- Revisioned: Tomb Raider (2007)
- Tomb Raider: The Legend of Lara Croft (2024-)
- Tomb Raider (under produktion)

### Filmer
- Lara Croft: Tomb Raider (2001)
- Lara Croft Tomb Raider: The Cradle of Life (2003)
- Tomb Raider (2018)